# Gujarat
 (septembre 2010).
Si vous disposez d'ouvrages ou d'articles de référence ou si vous connaissez des sites web de qualité traitant du thème abordé ici, merci de compléter l'article en donnant les références utiles à sa vérifiabilité et en les liant à la section « Notes et références ».
Le Gujarat (en gujarati : ગુજરાત, Gujarāt, /ˈɡudʒəɾɑt/) est l'un des vingt-huit États de l'Inde. Il se situe dans l’ouest du pays. Sa capitale est Gandhinagar. Il est bordé au nord par le Pakistan et le Rajasthan, à l'est par le Madhya Pradesh  et au sud par le Maharashtra.
Il s'agit de la région d'origine de Mohandas Gandhi, père de la Nation indienne, et de Muhammad Ali Jinnah, père de la Nation pakistanaise.

## Histoire

### Origines
Le Gujarat tel qu'on le connaît aujourd'hui vient du Gurjaratra, c'est-à-dire la terre protégée ou gouvernée par les Gurjars, ou du Gurjar-Rashtra, la nation Gujjar. Les origines des Gujjars sont incertaines. Le clan Gujjar est apparu dans le nord de l'Inde à l'époque de l'invasion du nord de l'Inde par les Chionites. Certains chercheurs, comme V. A. Smith, pensent que les Gujjars étaient des immigrants étrangers, peut-être une branche des Hephtalites (« Huns blancs »), mais d'autres, tels que K. M. Munshi, ont déclaré qu'ils étaient Indiens. Ensuite, le nom de la tribu a été sanskritisé en « Gurjara ».

### Avant notre ère
On peut retracer l'histoire du Gujarat depuis la civilisation de la vallée de l'Indus, par les ruines de Lothal, qui était autrefois un port. Plus de 17 sites harappéens ont été retrouvés au Gujarat.

### Moyen Âge
Du Xe au XIIIe siècle, il fut gouverné par les Solankî, puis conquis par le sultanat de Delhi en 1298. La principale ville du Gujarat, Ahmedabad, a été fondée au début du XVe siècle par le sultan Ahmed Shah I de la dynastie des Muzaffarides, qui règne sur le sultanat du Gujarat. La ville garde de cette époque plusieurs monuments spectaculaires, dont la grande mosquée.

### De 1614 à 1947
Le Portugal y a pris pied, pendant le XVIe siècle, les comptoirs et forteresses de Daman, Diu, Dadra et Nagar Haveli. La Compagnie des Indes y établit son premier comptoir en 1614 à Surat.
Au XVIIIe siècle il passa sous influence de l'Empire marathe puis, après la troisième bataille de Panipat les principautés acquirent une certaine autonomie.
Alors que la Compagnie anglaise des Indes orientales étendait son emprise, eut lieu la seconde guerre anglo-marathe de 1803. Il passa alors sous protectorat britannique. De nombreux chefs locaux firent des paix séparées, qui les plaçaient sous protectorat, tout en leur laissant une certaine autonomie. Il y eut ainsi, comme au Rajasthan, des centaines d’États princiers.

### L'indépendance
Avec l'indépendance de l'Inde en 1947, furent créées trois grandes entités. Le Gujarat fut séparé de l'État de Bombay en 1956. Les frontières de l'État ont été établies le 1er mai 1960, selon une séparation linguistique.
Le Gujarat a vu naître deux des plus importants leaders du mouvement de l'indépendance de l'Inde, Mohandas K. Gandhi et Muhammad Ali Jinnah.

### La République
Dans les années 1990, de violents troubles intercommunautaires ont éclaté à plusieurs reprises, entre les communautés hindoue et musulmane. En 1992 notamment, environ 1 500 personnes, en majorité musulmanes, ont péri lors de ces affrontements à la suite de la destruction de la mosquée d'Ayodhya.
Les violences au Gujarat en 2002 font près de deux mille morts chez les musulmans et constituent l’un des plus sanglants épisodes de violence communautaire en Inde depuis la partition de 1947. Les extrémistes hindous considèrent les musulmans comme des étrangers, car issus d’une religion née hors de l’Inde, Les violences et discriminations à l'encontre de la minorité musulmane du Gujarat sont encore récurrentes, sinon généralisées.
En août 2015, des émeutes ravagèrent le Gujarat à la suite de manifestations entamées par la caste bourgeoise des Patels contre la discrimination positive qui avantageraient trop les basses castes, ainsi que les Dalits. De nombreux dégâts matériels furent à déplorer à travers l'État : bus, postes de police et voitures incendiés. Pour reprendre le contrôle, le Gouvernement a dépêché l'armée sur place, et un couvre-feu a été instauré.

## Géographie
L'État du Gujarat est situé entre les latitudes 20°6' N et 24°42' N et les longitudes 68°10' E et 74°28' E.
Il est bordé au nord par le Pakistan, au nord-est par le Rajasthan, à l'est par le Madhya Pradesh, au sud-est par le Maharashtra et au sud-ouest par la mer d'Oman.
Les villes principales sont Ahmadâbâd, l'ancienne capitale, Baroda ou Vadodara, Bhavnagar, Jamnagar, Surat, Rajkot. La péninsule du Kâthiâwar forme une partie importante du territoire de l'État.
Avec ses trois pétales de fleurs tournés vers l'océan, le Gujarat possède environ 1 600 km de côtes.

### Relief

Carte physique du Gujarat

Le relief est peu accentué dans la plupart de l'État. Le plus haut sommet de la région est le mont Girnar, qui culmine à 1 030 mètres d'altitude, au-dessus de la région de Junagadh. Les deux principales chaînes montagneuses de la région sont les Ghâts occidentaux et l'Aravalli, qui s'étendent respectivement à l'Est et au Nord de l'État. D'autres régions au relief marqué existent également, notamment les plateaux et les montagnes du centre des péninsules de Kâthiâwar et de Kutch.

### Climat
Le Gujarat se différencie de l'Inde par son climat bien plus rude et sec à cause de sa proximité avec les régions désertiques du Sind, du Thar et du Baloutchistan.
L'hiver est la saison la plus clémente de l'année, les températures diurnes sont comprises entre 15 et 29 °C, le thermomètre descend entre 12 et 0 °C la nuit et les journées sont ensoleillées. Au fur et à mesure que l'année avance, la température augmente, jusqu'aux mois d'avril et de mai où la chaleur atteint des records. En fin de printemps, les températures oscillent autour de 49 °C le jour et s'établissent à 30 °C le soir, la chaleur est également accompagnée par des pénuries d'eau importantes. Les dernières semaines précédant la mousson sont caractérisées par le niveau d'humidité très élevé et par une baisse des températures.
En juin, la mousson arrive et apporte avec elle les seules chutes de pluie de l'année. Des inondations se produisent fréquemment durant cette période, notamment dans les plaines de l'est de la région.

## Administration et politique

### Administration
Le Gujarat est divisé en 33 districts:
- Ahmedabad
- Amreli
- Anand
- Aravalli
- Banaskantha
- Bharuch
- Bhavnagar
- Botad
- Chhota Udaipur
- Dahod
- Dang
- Dwarka
- Gandhinagar
- Jamnagar
- Junagadh
- Kutch
- Kheda
- Mahisagar
- Mehsana
- Morbi
- Narmada
- Navsari
- Panchmahal
- Patan
- Porbandar
- Rajkot
- Sabarkantha
- Somnath Gir
- Surat
- Surendranagar
- Tapi
- Vadodara
- Valsad

### Politique
Depuis 2021, le ministre en chef est Bhupendrabhai Patel. L'Assemblée législative comprend 182 parlementaires.
Depuis une dizaine d'années, le parti hindouiste BJP détient le pouvoir au parlement et gouvernement de l'État.

## Économie

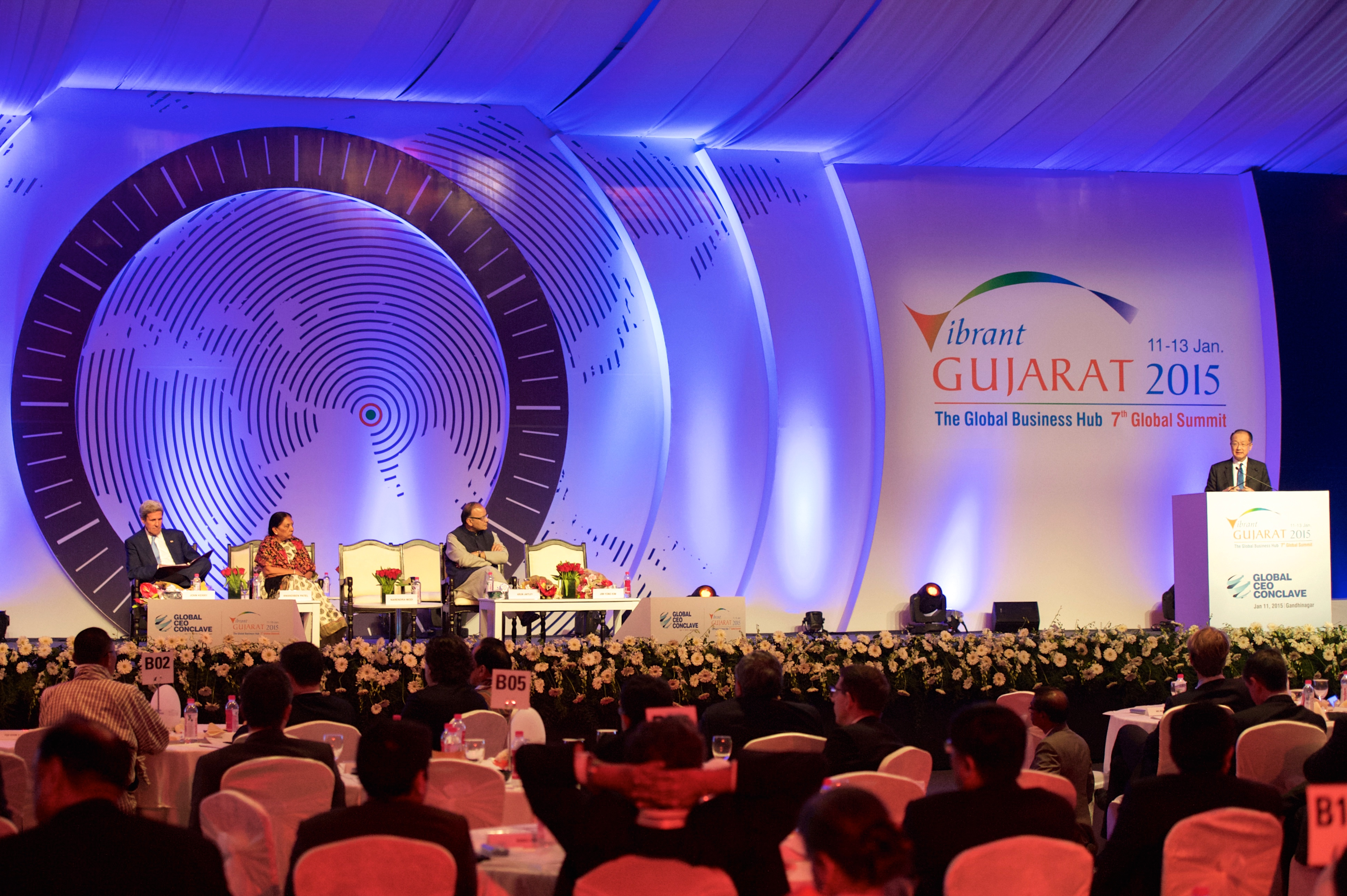
Le Sommet biennal Vibrant Gujarat, est un sommet organisé depuis 2003 par le gouvernement fédéral pour attirer des investisseurs étrangers dans la région

Le Gujarat est l'un des États les plus prospères, ayant un PNB par habitant au-dessus de la moyenne de l'Inde. L’État a connu une croissance de 10 % par an en moyenne entre 1995 et 2010, soit plus que la moyenne nationale.
Cette croissance repose en bonne partie sur le pétrole, qui représente en 2011 près de 23 % de l’ensemble de la production industrielle du Gujarat. Les investissements ont été fortement encouragés par les autorités, au prix cependant d'un endettement public croissant en raison des fortes subventions octroyées au secteur privé et d'une fiscalité attractive.
Le Gujarat se situe au dix-huitième rang des trente-cinq États et territoires de l’Inde pour l’alphabétisation (79 % de la population), et au dixième pour le taux de mortalité infantile ou le niveau de pauvreté.
Les Gujaratis ont la réputation d'être de talentueux commerçants et financiers. Les principales ressources de l'État sont le coton, les arachides, les dattes, la canne à sucre, le pétrole et le sel.
Surat, une ville du golfe de Cambay, est un important centre de diamantaires. La plupart du commerce de diamant est contrôlé par une poignée de familles jaïnes.
Dans le golfe de Cambay, à 50 kilomètres au sud de Bhavnagar, se trouve le plus grand chantier naval du monde, Alang Ship Recycling Yard. Il s'agit aussi d'un des plus grands ports de démantèlement de bateaux au monde.
Le Gujarat est aussi le premier producteur de lait en Inde. Près de la ville d'Anand se trouve la laiterie de l'entreprise Amul, l'un des plus grands producteurs de lait au monde.
L'institution universitaire Indian Institute of Management, située à Ahmedbad, a été classée en 2000 comme la meilleure en Asie dans sa catégorie par le magazine Asiaweek et l'une des meilleures du monde. Ses étudiants travaillent avec de hautes responsabilités dans les sociétés Fortune 500 et d'autres à travers le monde.
Le syndicalisme a décliné au Gujarat, favorisant l’établissement d'un système économique libéral, comme l'explique l'avocat et secrétaire général de la Gujarat Federation of Trade Unions, Amrish Patel : « Historiquement, les syndicats ont joué un rôle très important au Gujarat, qui était une région d’industrie textile. Aujourd’hui, les grandes entreprises sous-traitent à des petites sociétés moins transparentes qui n’embauchent que des précaires. Les syndicats sont découragés. Une autre stratégie consiste à verser des dons aux autorités des villages où vivent les travailleurs afin de tuer dans l’œuf tout mouvement de protestation. Ou encore à employer des casseurs de grève. Les lois en matière de salaire minimum, d’horaires et de compensations ne sont pas respectées. C’est comme cela que vous obtenez une main-d’œuvre à bas coût, notamment dans les zones économiques spéciales. »

## Démographie
L'État du Gujarat comptait 50 671 017 habitants d'après le recensement de 2001. La densité de population était de 258 personnes par km2, assez faible comparée à d'autres États du pays.
Sa langue locale et officielle est le gujarâtî. Environ 89,1 % de la population du Gujarat est hindouiste ; les musulmans représentent 9,1 % de la population, les jaïns 1 %, les sikhs 0,1 %, les chrétiens 0,5 %. Parmi les hindous, la divinité de Krishna est adorée dans ses célèbres formes de Shrinathji et de Dwarkadish dans tout le Gujarat.

### Langues
Au Gujarat, 71 % des hindous parlent gujarâtî alors que 29 % parlent hindi. Près de 88 % des musulmans parlent gujarâti alors que 12 % parlent l'ourdou. Presque tous les jaïns parlent gujarâtî. Outre le gujarâtî, on parle également le kutchi et le sindhi dans le district de Kutch, le marathi dans la région de Vadodara et de Surate, le marwari dans les régions frontalières avec le Rajasthan, et le bhili dans les régions tribales et forestières avoisinant le Madhya Pradesh.
Le Gujarat, État fortement industrialisé, attire beaucoup d'Indiens, ce qui a favorisé une multiculturalité des grandes villes tant sur le plan linguistique que culturel. De nos jours, d'autres langues, tels le bengali et le tamoul commencent à former une communauté linguistique considérable dans les milieux urbains.

### Villes du Gujarat
Plus de 70 villes dépassent les 40 000 habitants.
| Ville           | population (2011) |
| --------------- | ----------------- |
| Ahmedabad       | 6 357 693         |
| Surate          | 4 591 246         |
| Vadodara        | 1 822 221         |
| Rajkot          | 1 390 640         |
| Bhavnagar       | 605 882           |
| Jamnagar        | 600 943           |
| Junagadh        | 319 462           |
| Anand           | 288 095           |
| Navsari         | 282 791           |
| Surendranagar   | 253 606           |
| Morvi           | 251 859           |
| Gandhidham      | 247 992           |
| Nadiad          | 225 071           |
| Bharuch         | 223 647           |
| Porbandar       | 217 203           |
| Mehsana         | 190 753           |
| Bhuj            | 188 236           |
| Veraval         | 185 797           |
| Valsad          | 170 060           |
| Vapi            | 163 630           |
| Godhra          | 162 436           |
| Palanpur        | 141 592           |
| Ankleshwar      | 139 578           |
| Patan           | 133 737           |
| Dahod           | 130 503           |
| Botad           | 130 327           |
| Jetpur Navagadh | 118 302           |
| Amreli          | 117 967           |
| Gondal          | 112 197           |
| Disa            | 111 160           |
| Cambay          | 99 164            |
| Mahuva          | 98 519            |
| Anjar           | 87 183            |
| Dhoraji         | 84 545            |
| Kadi            | 81 404            |
| Himatnagar      | 81 137            |
| Dholka          | 80 945            |
| Savarkundla     | 78 354            |
| Visnagar        | 76 753            |
| Keshod          | 76 193            |
| Dhrangadhra     | 75 133            |
| Mangrol         | 69 779            |
| Modasa          | 67 648            |
| Palitana        | 64 497            |
| Halol           | 64 265            |
| Borsad          | 63 377            |
| Okha            | 62 052            |
| Sidhpur         | 61 867            |
| Bardoli         | 60 821            |
| Bilimora        | 60 391            |
| Upleta          | 58 775            |
| Una             | 58 528            |
| Unjha           | 57 108            |
| Viramgam        | 55 821            |
| Petlad          | 55 330            |
| Sihor           | 54 547            |
| Ranavav         | 51 890            |
| Mandvi          | 51 376            |
| Dabhoi          | 51 240            |
| Kapadvanj       | 49 308            |
| Jasdan          | 48 483            |
| Padra           | 46 660            |
| Kosamba-Tarsadi | 45 456            |
| Wankaner        | 43 881            |
| Jambusar        | 43 344            |
| Limbdi          | 42 769            |
| Dahgam          | 42 632            |
| Thangadh        | 42 351            |
| Idar            | 42 306            |
| Khambhaliya     | 41 734            |
| Kodinar         | 41 492            |

## Culture
La culture du Gujarat a subi une forte influence de l'islam.
Les jaïns ont aussi exercé une influence importante. Une conséquence sur la vie quotidienne est que l'alcool est interdit au Gujarat.

### Cinéma
L'industrie du cinéma au Gujarat est une des plus anciennes de l'Inde. Elle remonte à 1932, avec la sortie du film Narsinh Mehta. Plus humaine que les autres industries cinématographiques régionales indiennes, le cinéma gujarati est surtout porté sur les thèmes des relations humaines, du poids de la famille sur la société, etc. L'industrie du cinéma fleurit jusqu’aux années 1980, puis finit par être de plus en plus délaissé à cause du manque d'investissements et par l'étouffante influence de Bollywood qui attire de plus en plus les réalisateurs et les producteurs gujaratis. Pour redonner un nouveau souffle au cinéma gujarati, le gouvernement promulgue en 2005 une exemption totale de taxe aux films gujaratis.

## Tourisme

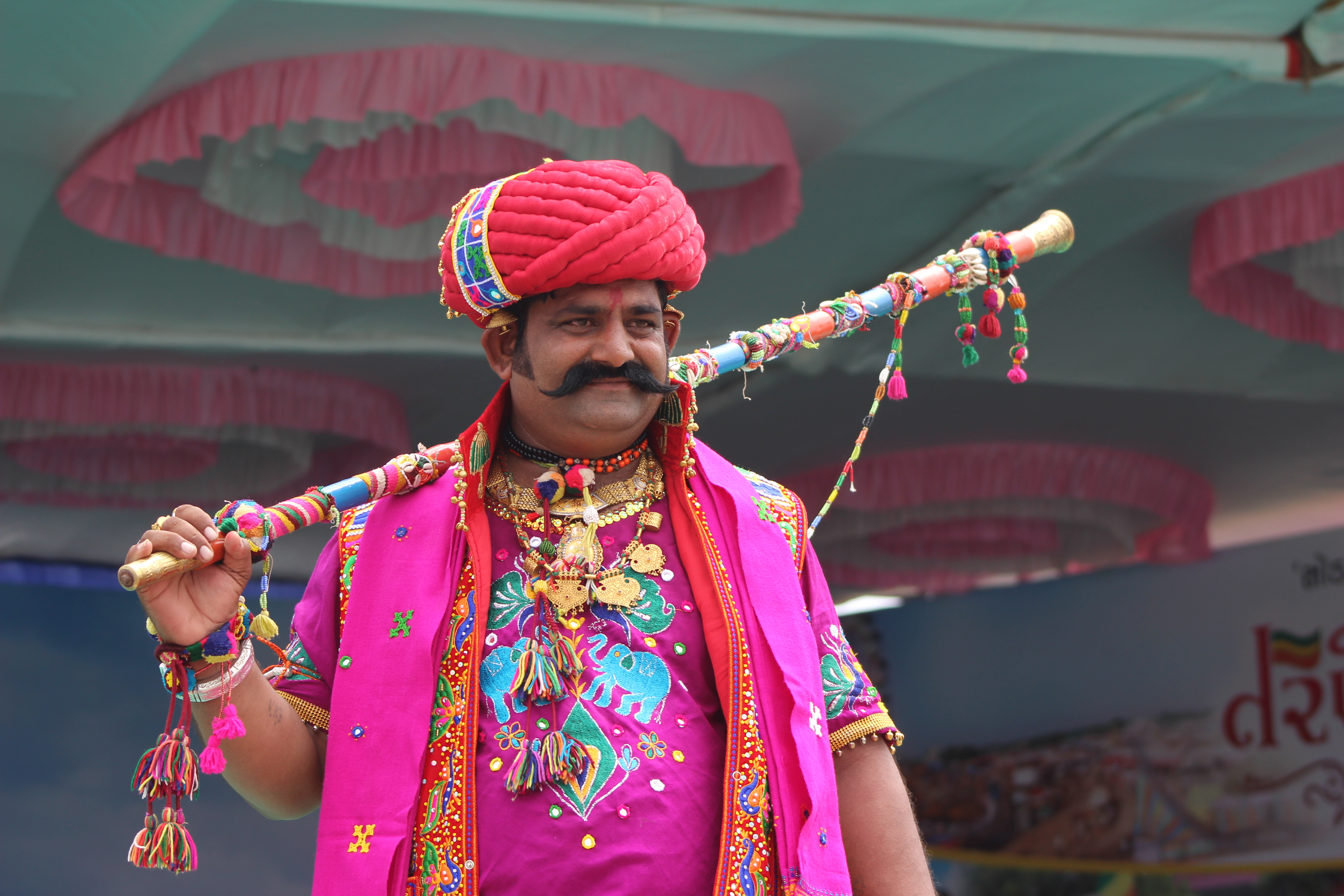
Un homme en costume traditionnel pendant la foire de Tarnetar.

Le tourisme est beaucoup moins développé au Gujarat que dans d'autres États de l'Inde, notamment à cause de l'interdiction de l'alcool et des violents troubles intercommunautaires de 2002. L'État ne manque pourtant pas d'attractions, dont les temples jaïns de Palitana, le palais Laxmi Vilas de Vadodara, les vestiges de Junagadh, et la vieille ville d'Ahmedabad. La région du Kutch est réputée pour la richesse de son artisanat.
Le Gujarat abrite également une richesse patrimoniale unique, dont les preuves sont les sites de Champaner-Pavagadh et du Rani-ki-Vav, tous deux classés sur la liste du patrimoine mondial de l'UNESCO, mais également d'autres sites tels que les cités harappéennes de Dholavira et de Lothal, ainsi que le temple de Modhera et les villes saintes de Dwarka et de Somnath, etc.

### Éco-tourisme
L'éco-tourisme est également en pleine croissance, le Gujarat est célèbre pour abriter des sites naturels exceptionnels tels que le parc national et sanctuaire faunique de Gir, qui est le dernier habitat du lion d'Asie, le désert de sel du Grand Rann de Kutch, les récifs coralliens du golfe de Kutch, les prairies côtières du parc national de Velavadar et du sanctuaire faunique du Petit Rann de Kutch. Le Gujarat est également une destination de choix pour les amateurs d'ornithologie, qui sont de plus en plus nombreux à venir passer l'hiver auprès des oiseaux migrateurs.

## Divers
Patrie de Mohandas K. Gandhi, de Muhammad Ali Jinnah
Les 400 derniers lions asiatiques vivent dans la forêt du parc national de Gir au Gujarat.
L'État du Gujarat possède le plus haut pourcentage de végétariens en Inde, avec 80 % de la population, soit plus de 48 millions de personnes.

## Galerie

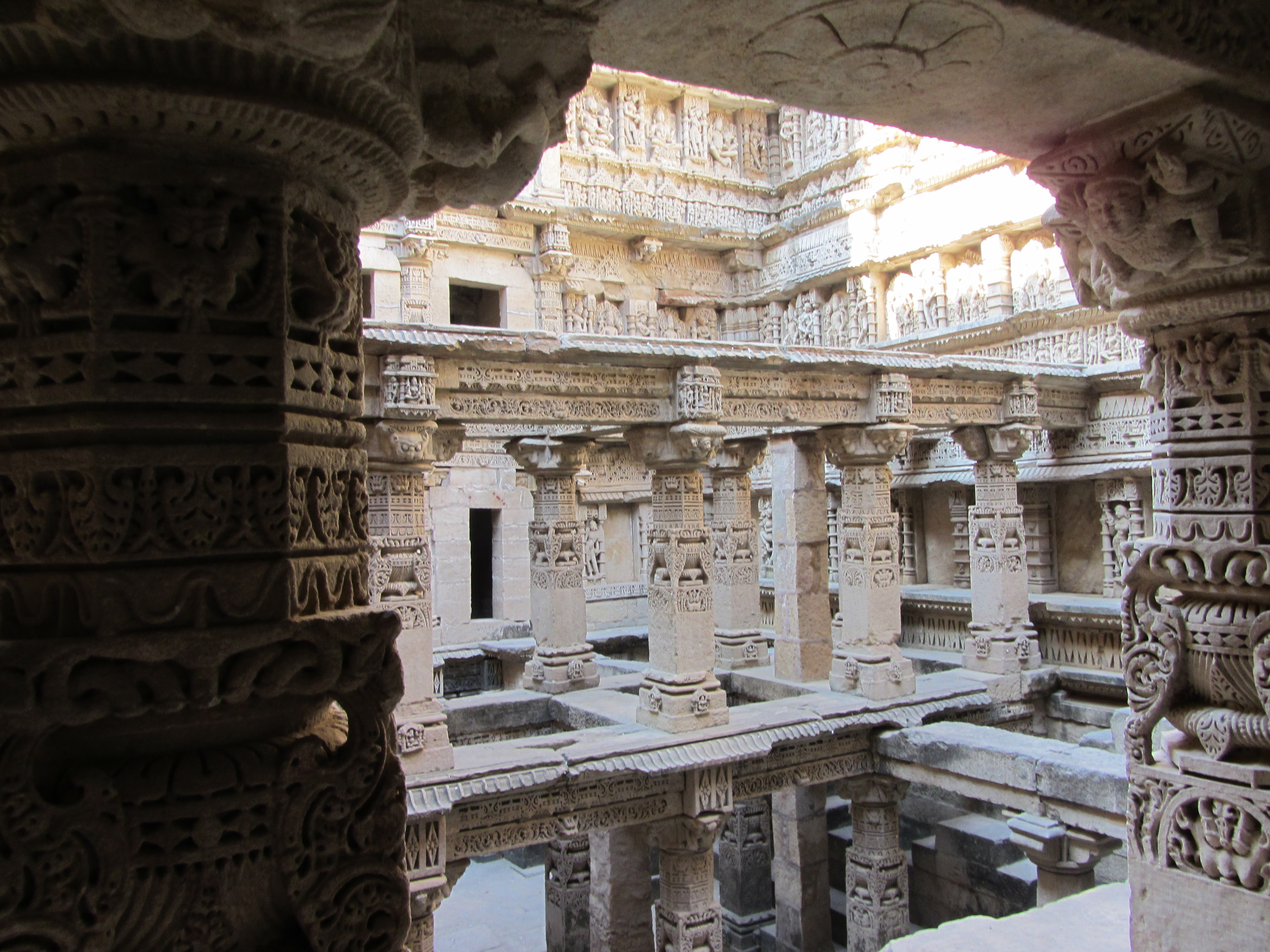
Puits à degrés du Rani-ki-Vav, classé au patrimoine mondial de l'Humanité. Un bâoli exceptionnel, redécouvert récemment.
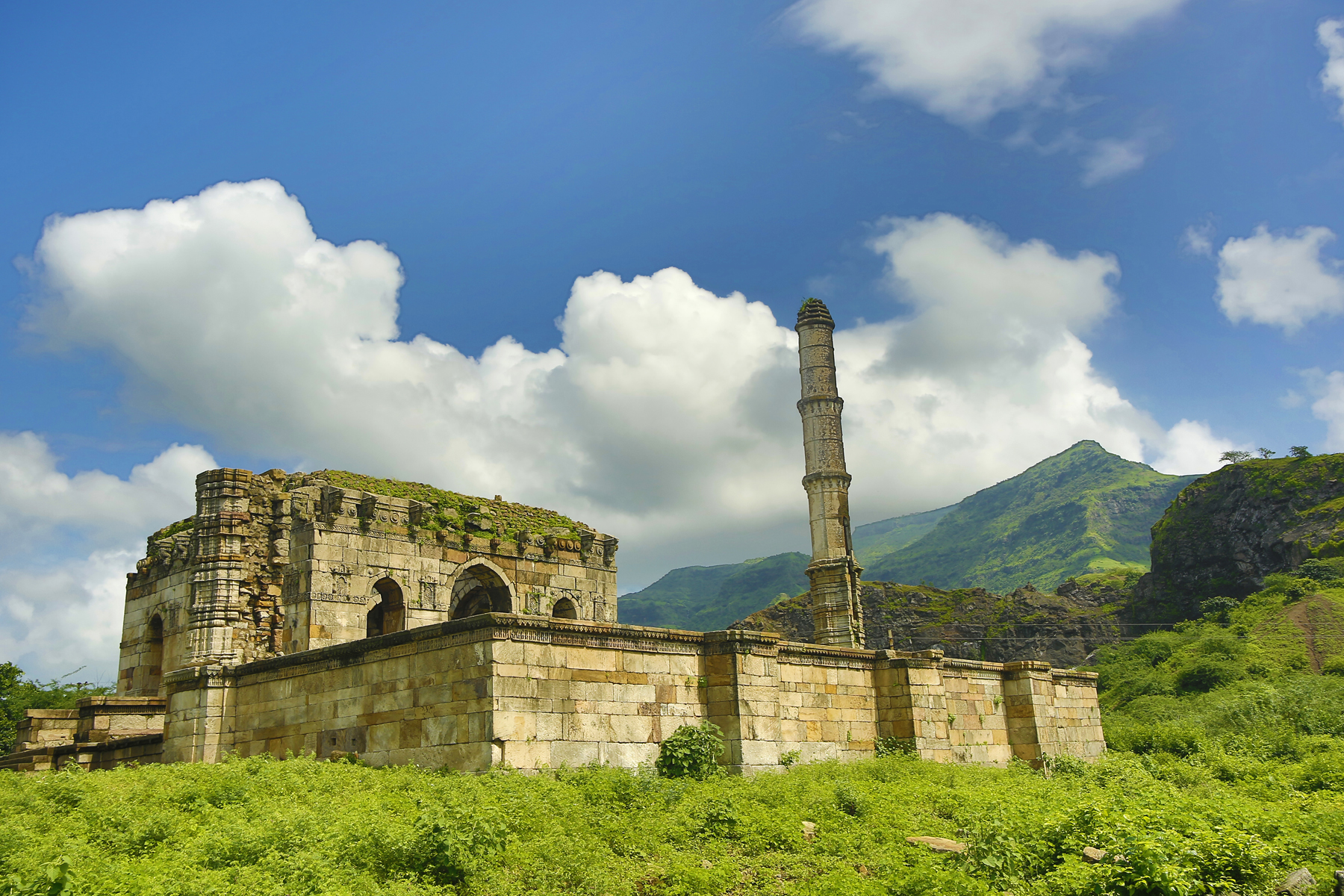
Champaner-Pavagadh, ancienne capitale du Gujarat pré-moghol. C'est aujourd'hui une vaste ville fantôme vestige de royaumes médiévaux.
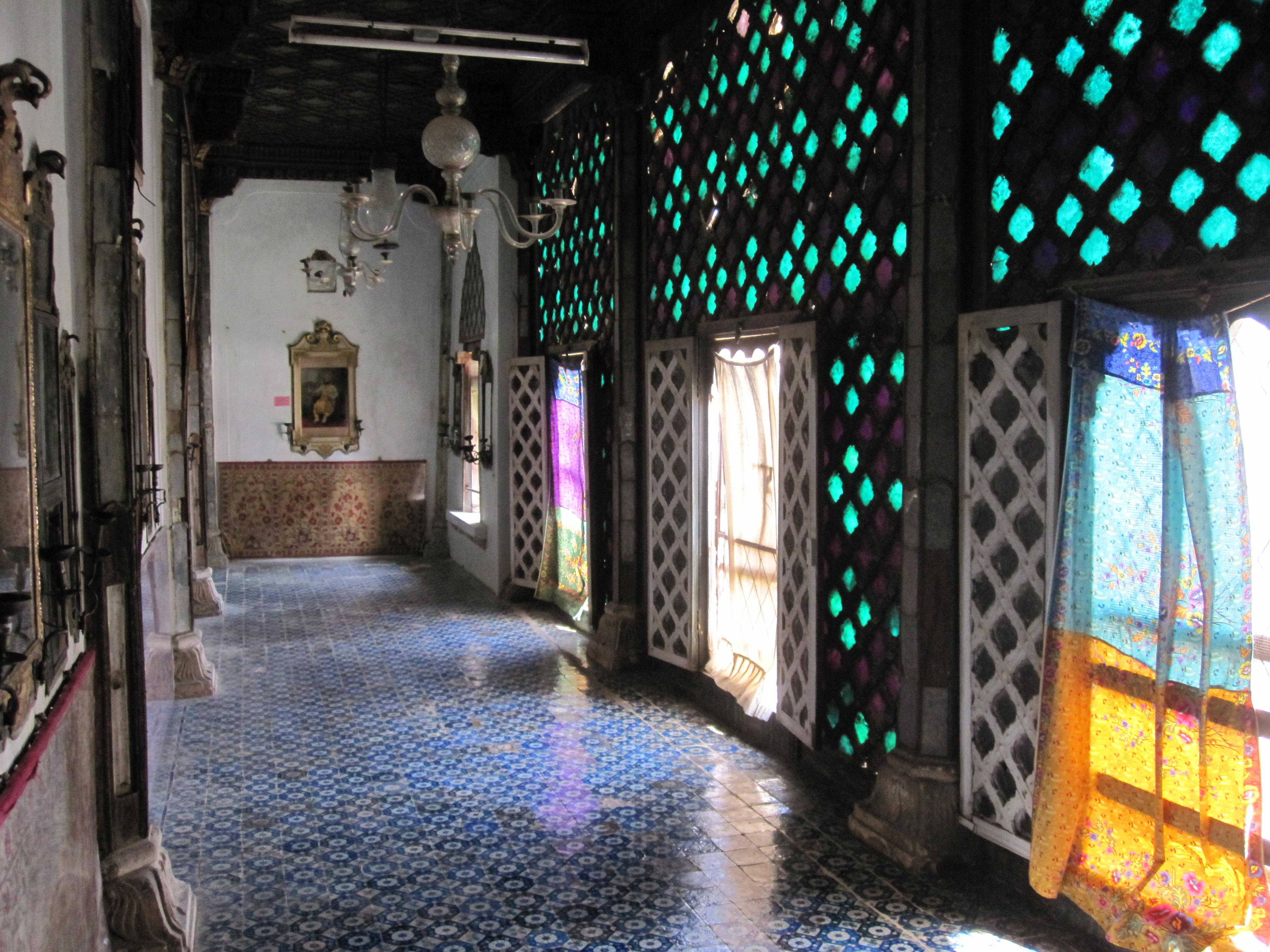
Le palais du Aina Mahal à Bhuj, construit au XVIIIe siècle par l'architecte et marin kutchi Ram Singh Malam.
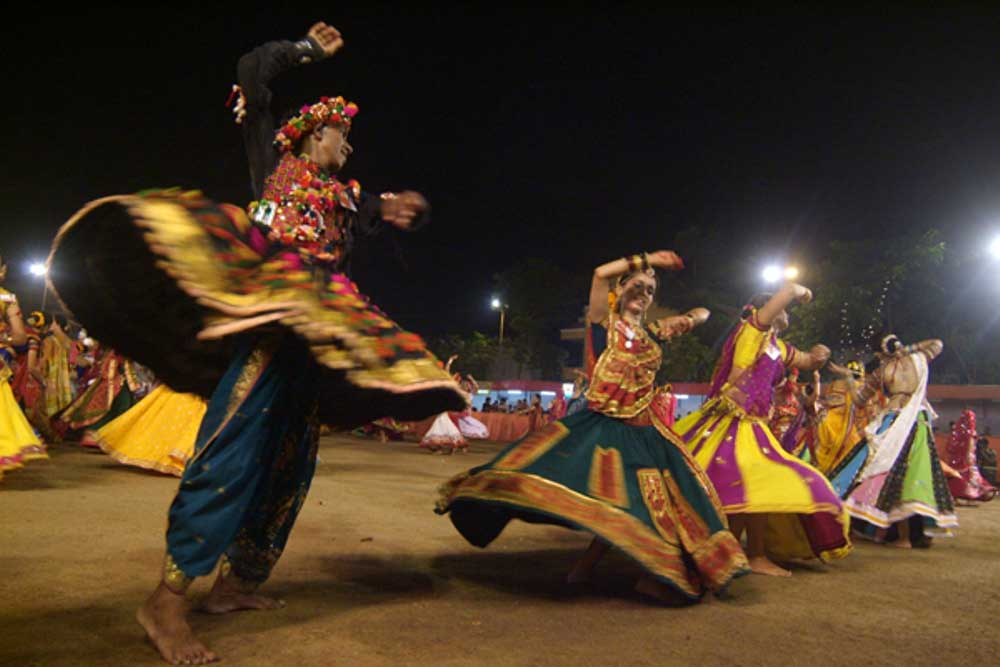
Personnes dansant le Garba à Ahmedabad un soir de Navaratri. Un évènement populaire important de la culture goudjeratie.
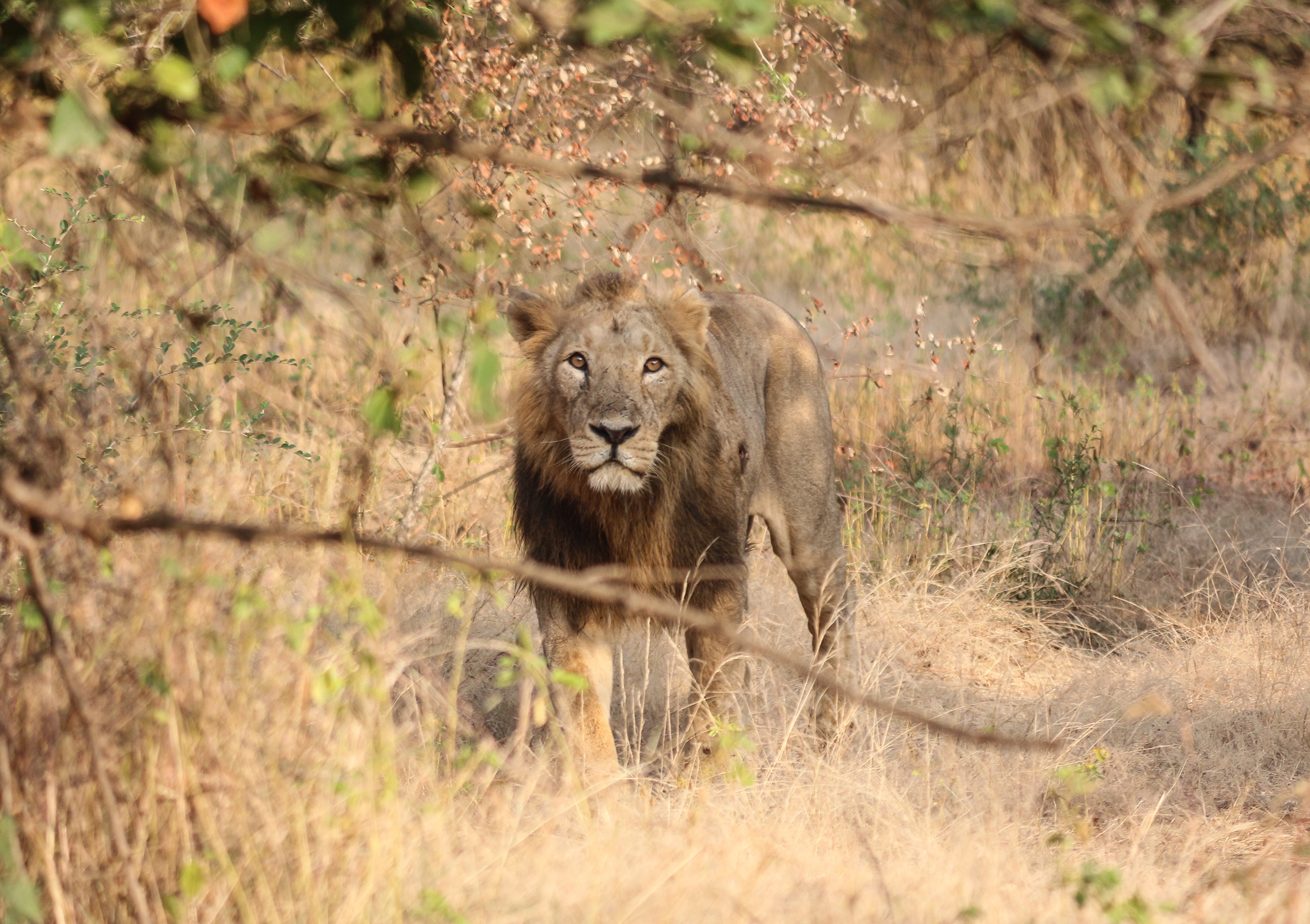
Lion d'Asie au parc national et sanctuaire faunique de Gir, dans le sud du Kâthiâwar. Hors de cette région, c'est une espèce extirpée dans toute l'Eurasie.
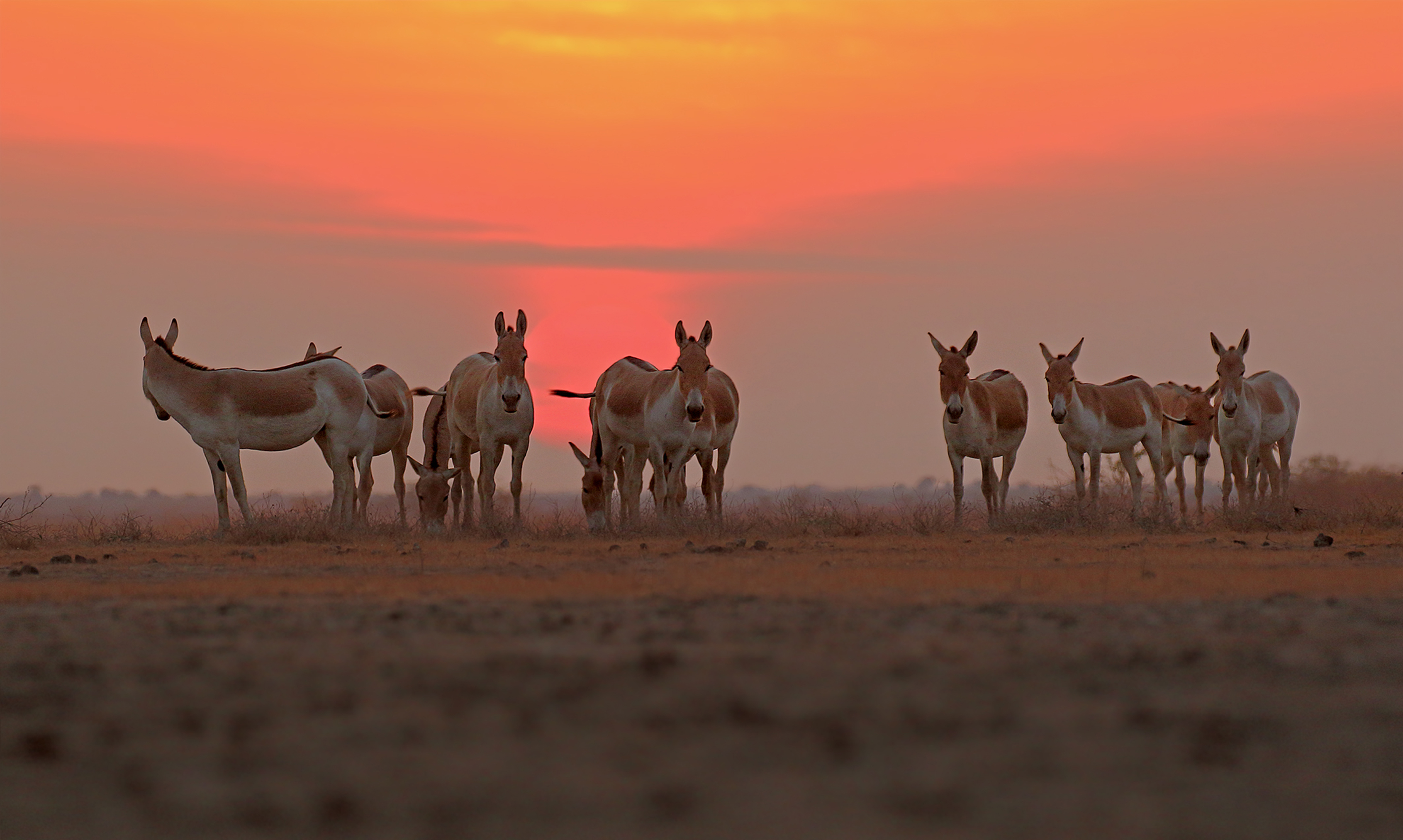
Onagres d'Inde au sanctuaire de vie sauvage du Petit Rann de Kutch. Ce sont des équidés sauvages qui ne subsistent plus que dans cette région.
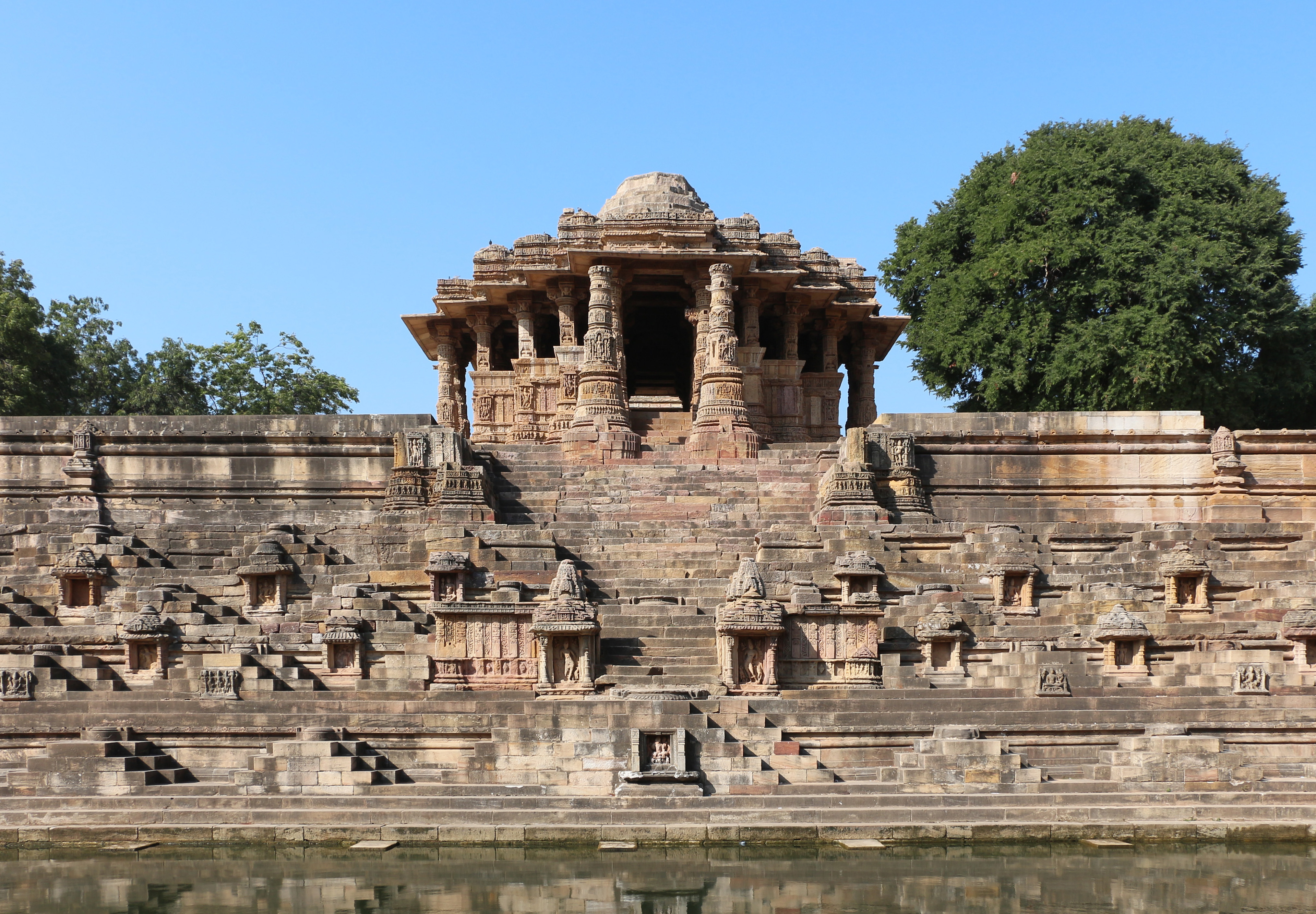
Le temple de Surya à Modhera est un exemple majeur de l'architecture Maru-Gurjara, érigé au début du XIe siècle.
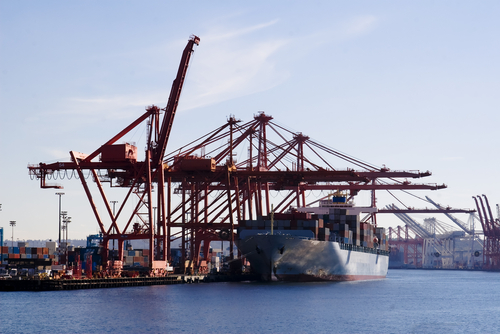
Le port de Mundra, sur le golfe de Kutch, est le plus grand port privé d'Inde et le plus important port à conteneurs du pays.
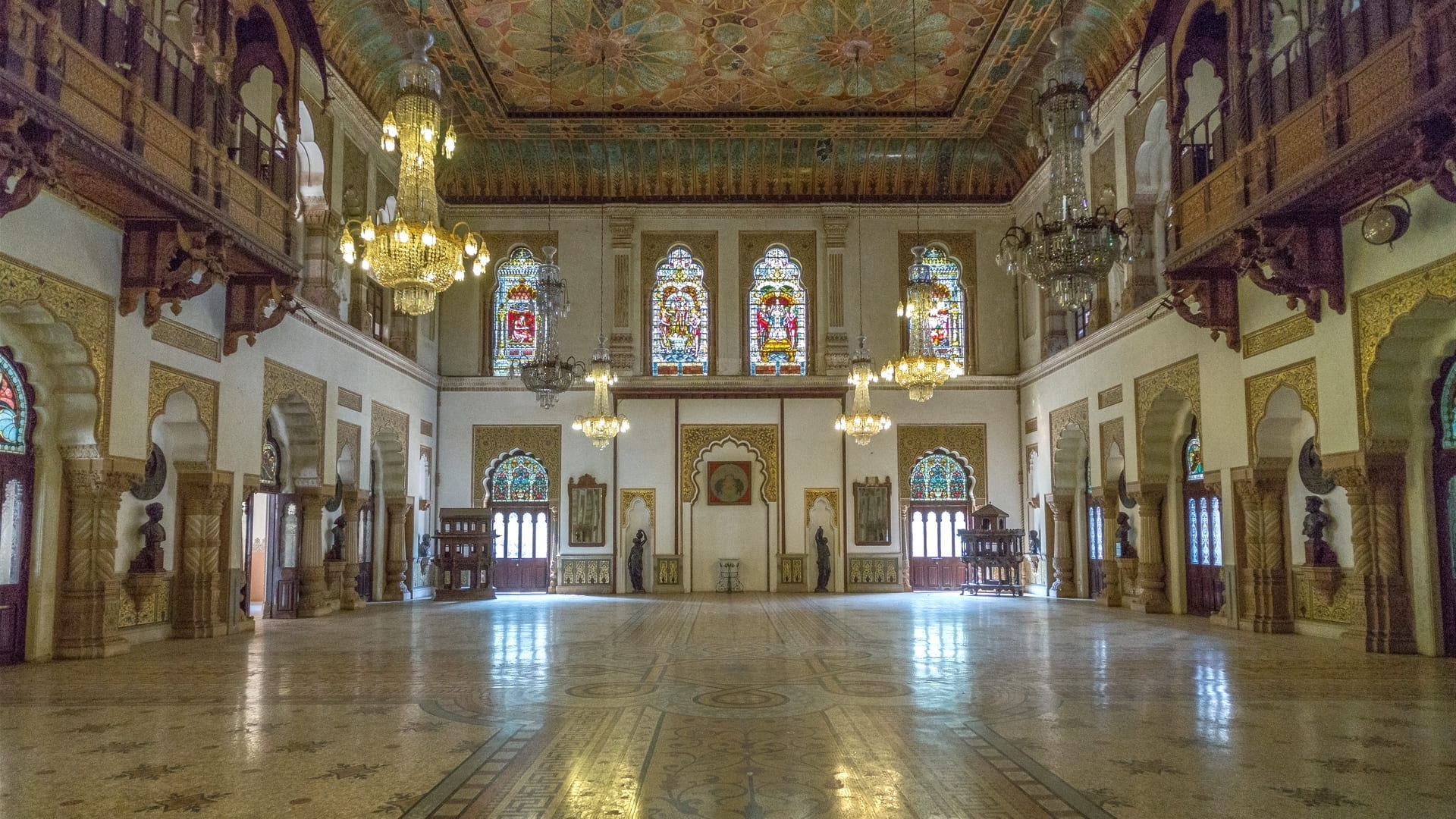
Salle du Darbar au palais Lakshmi Villas à Vadodara ou Baroda, capitale de la plus célèbre et plus opulente principauté du Gujarat.
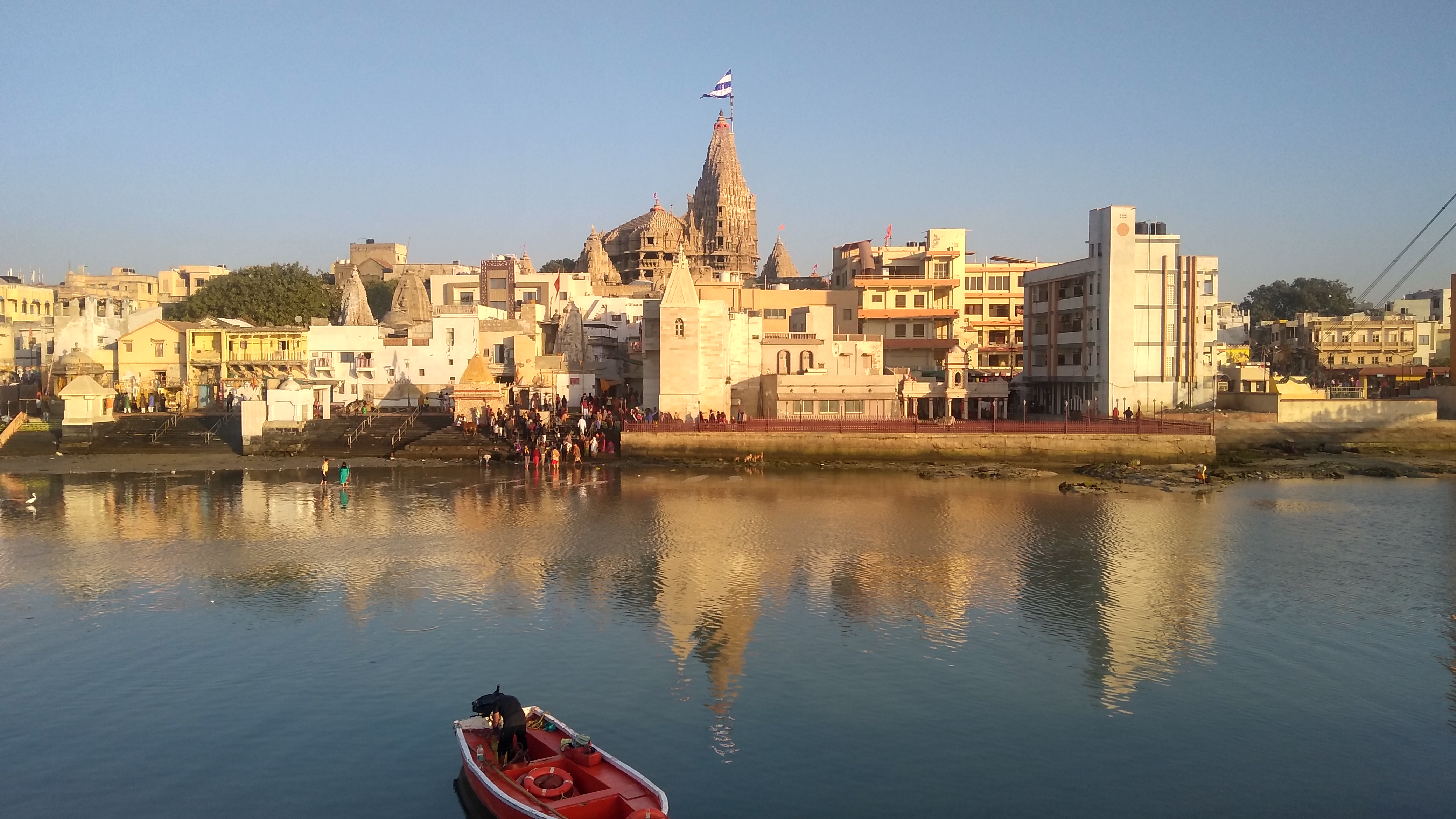
Dwarka est le site religieux le plus important de l'État. À la fois un des Char Dham et une des Sapta Puri, les sept villes saintes de l'Inde.
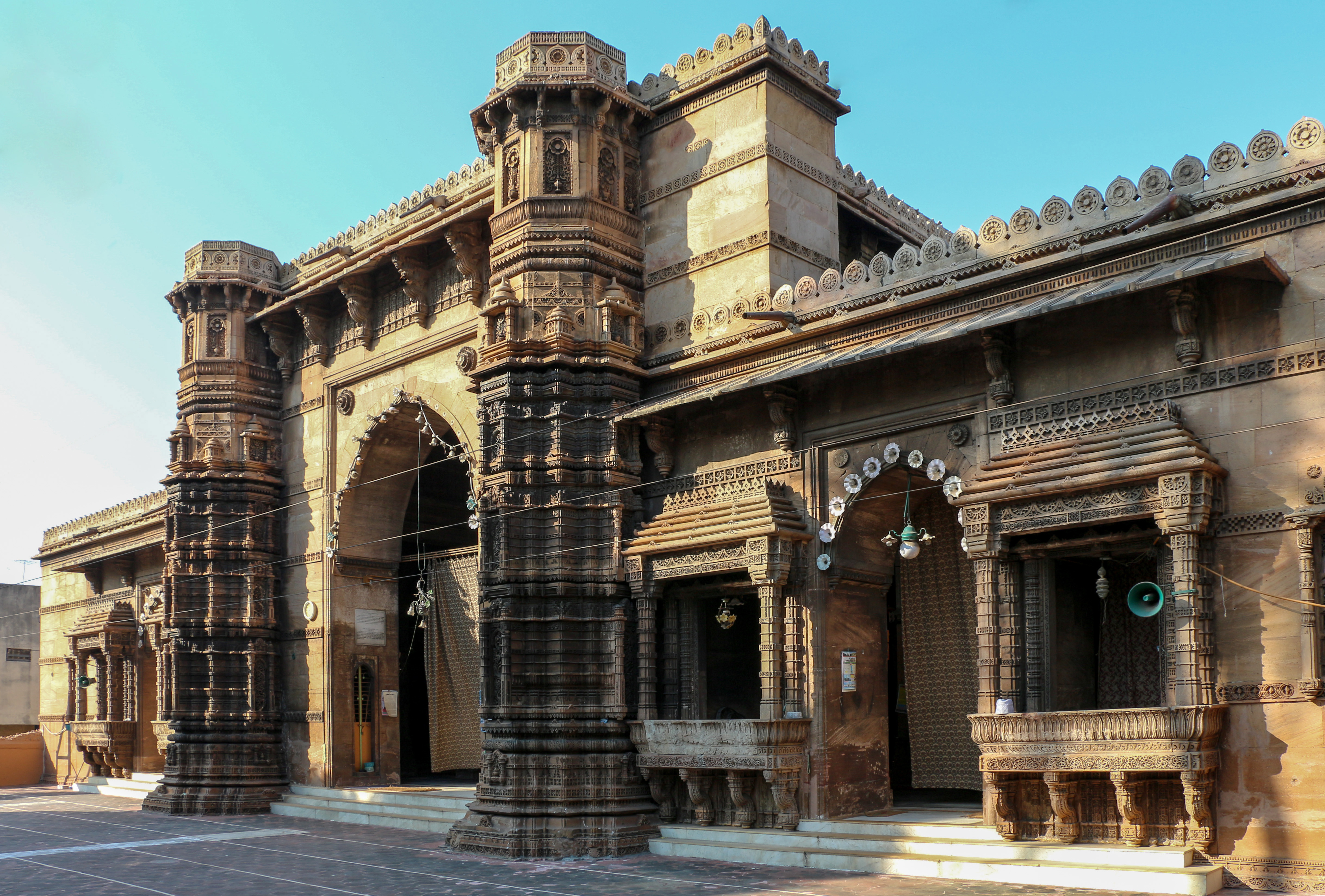
La vieille ville d'Ahmedabad regorge de mosquées et de temples anciens. Ici la mosquée de la Rani Rupamati.
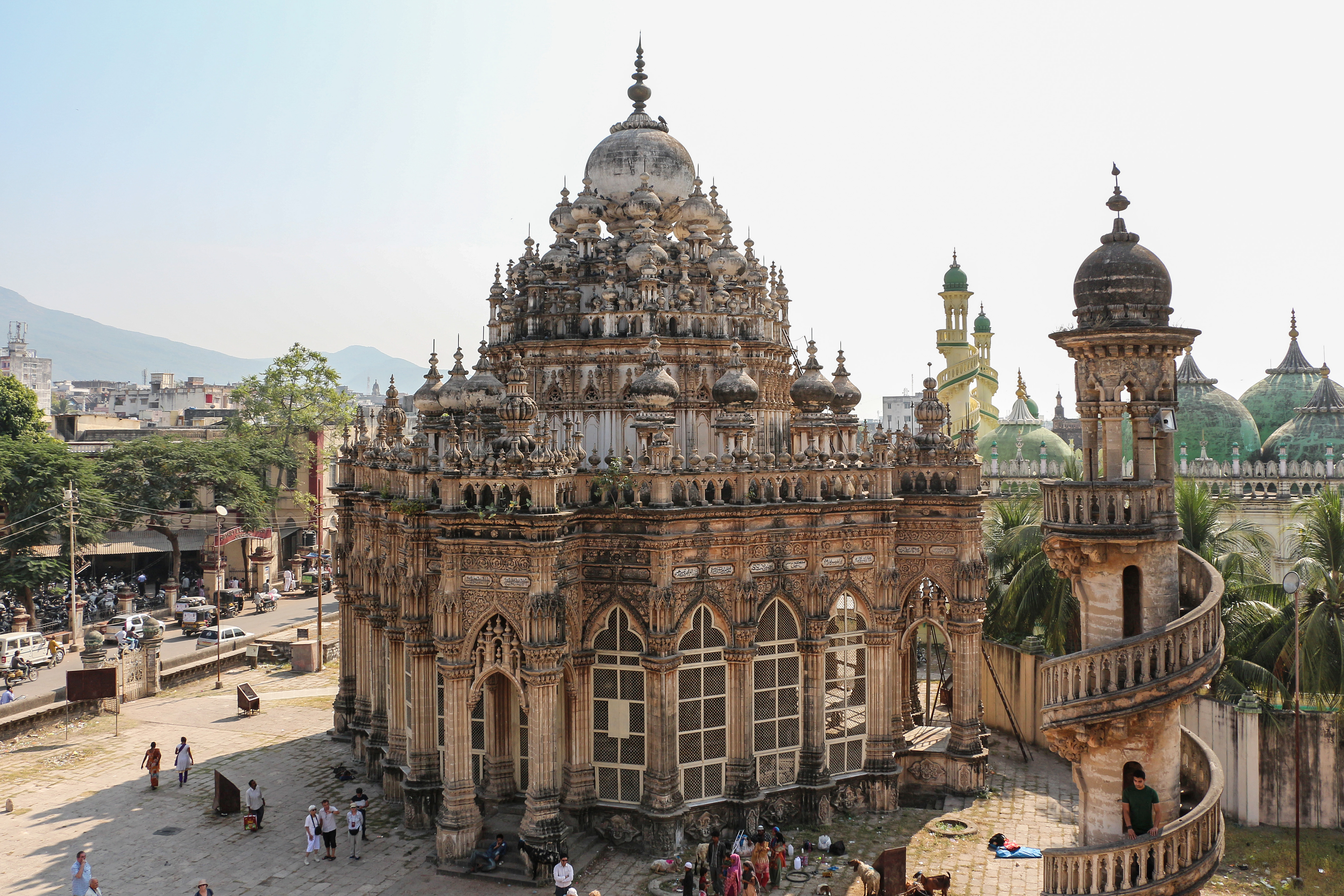
Mausolée de Mahabat Khan (Mahabat Maqbara) à Junagadh. Il est construit au XIXe siècle dans un style éclectique.
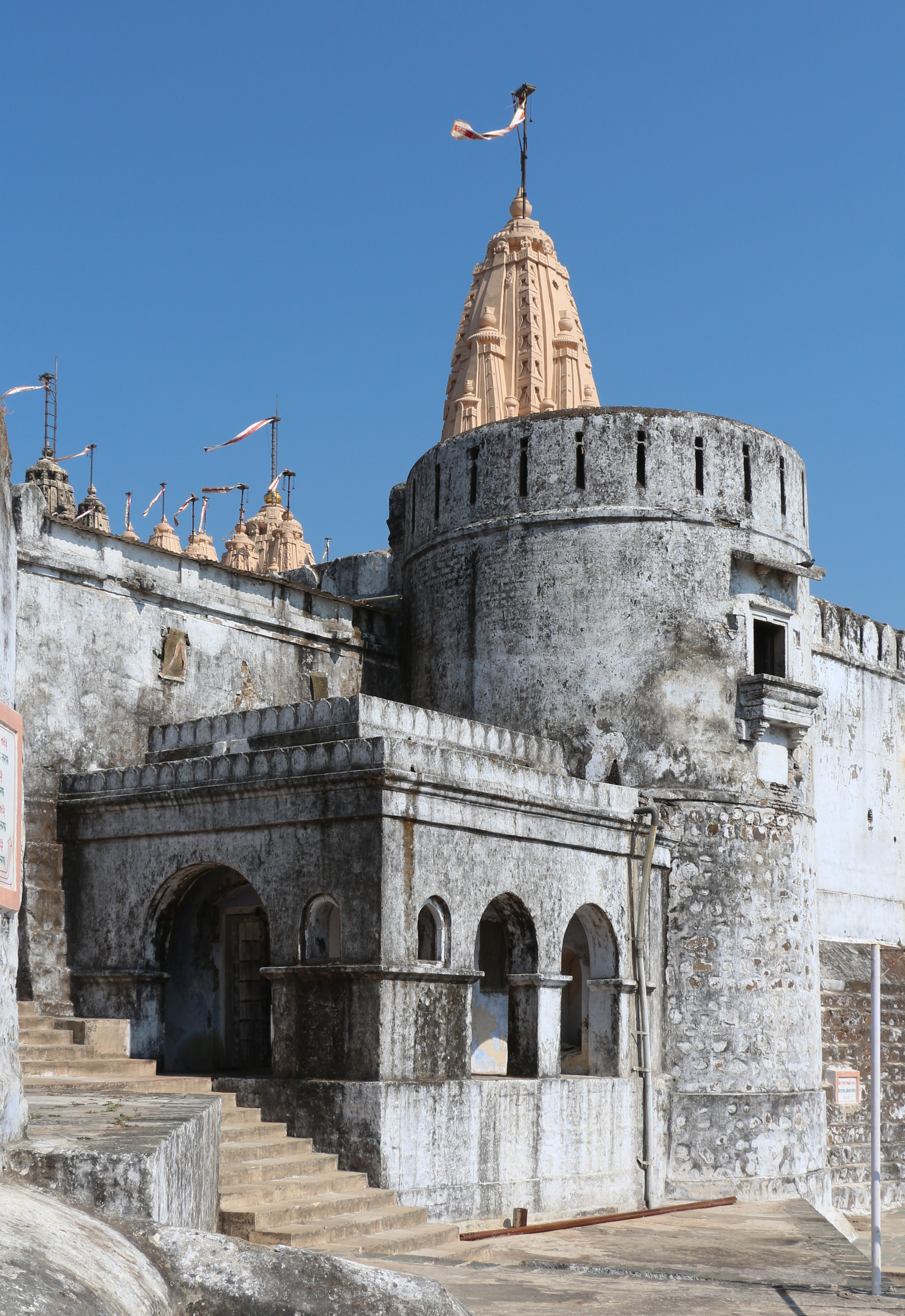
Temples jaïns de Palitana, une cité végétalienne.
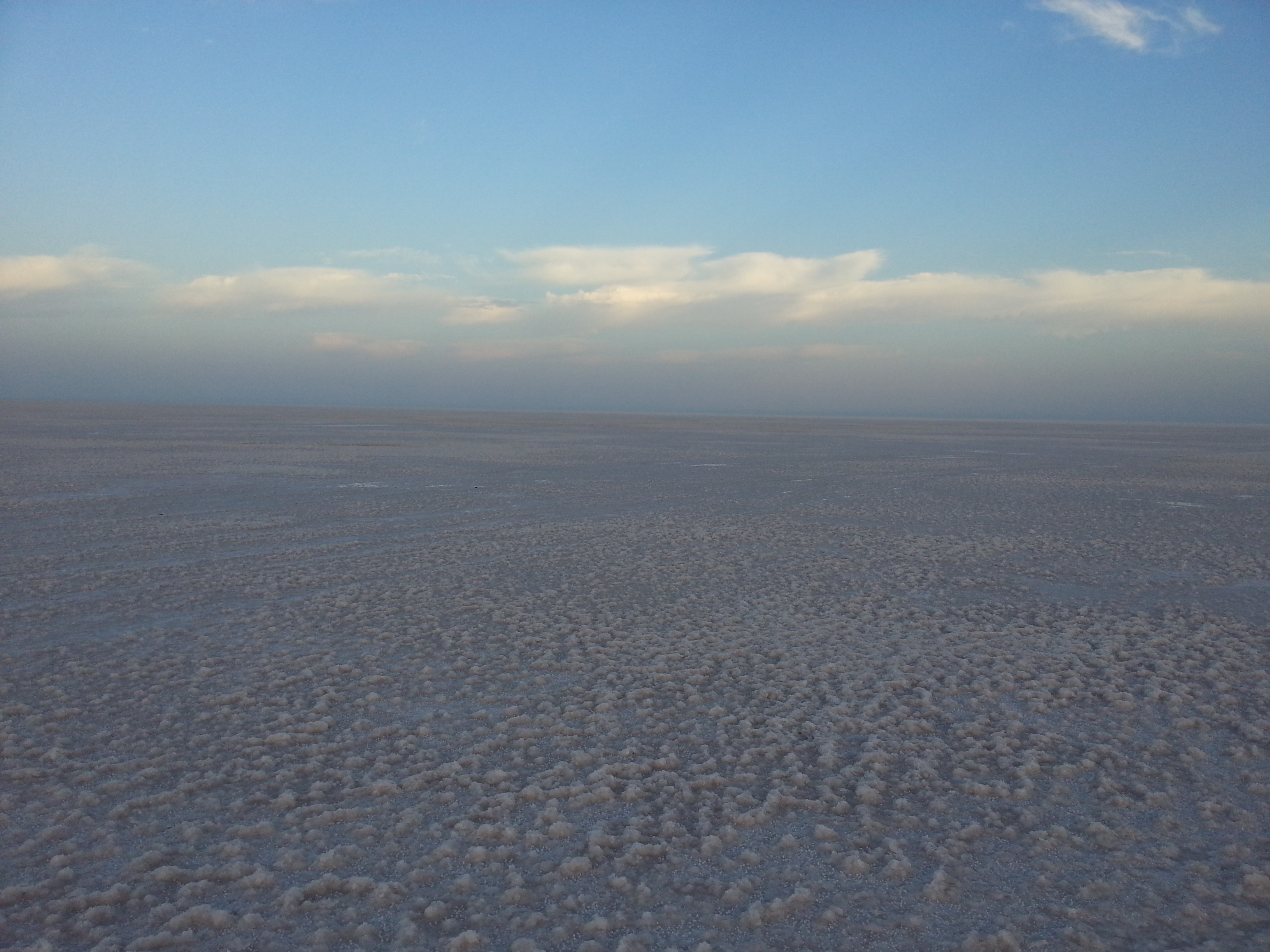
Le désert de sel du Grand Rann de Kutch, au crépuscule. En saison, il devient un vaste marais.
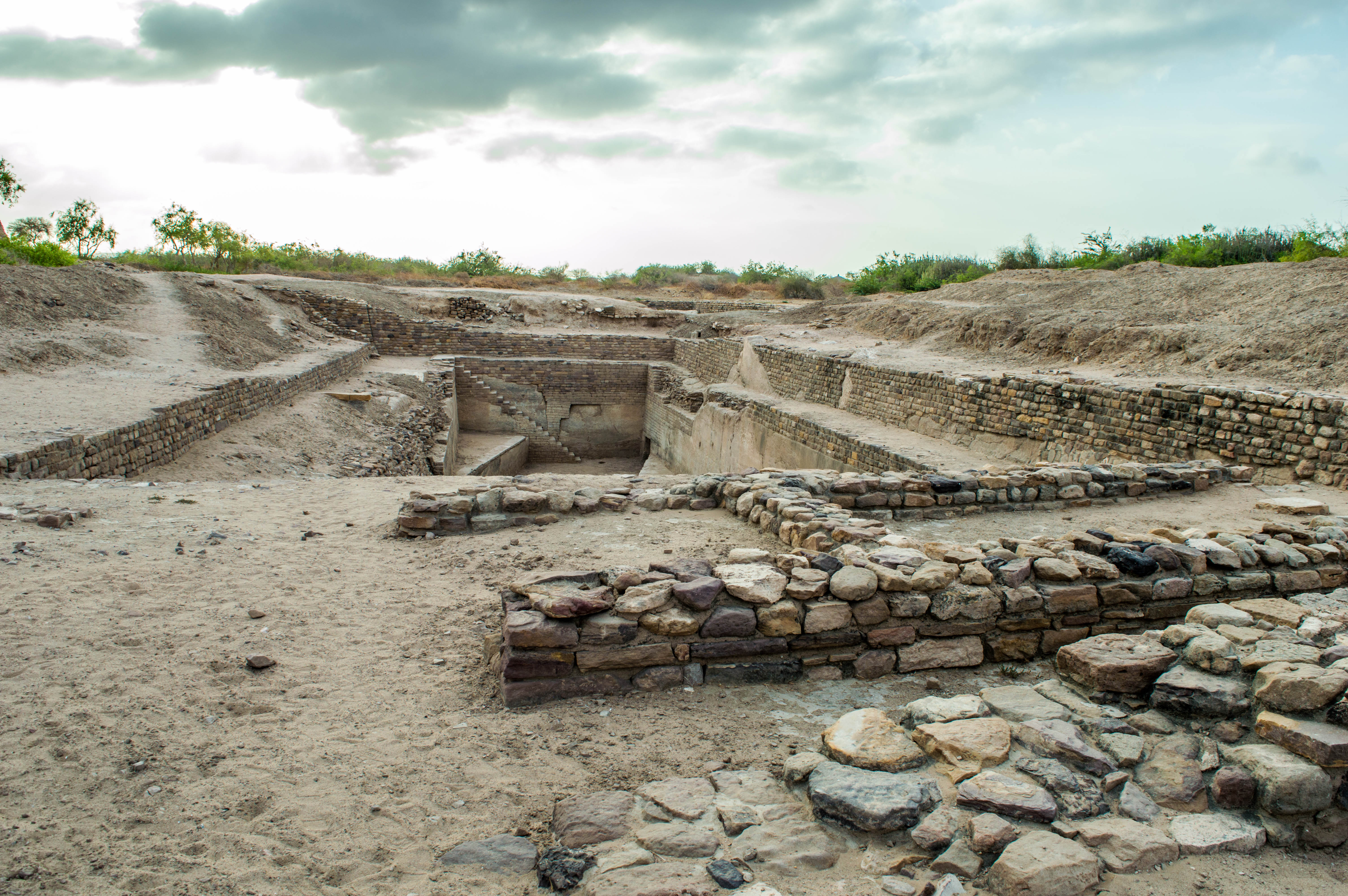
Dholavira, un des sites archéologiques majeurs de la civilisation de la vallée de l'Indus. Il fut découvert dans les années 1960.
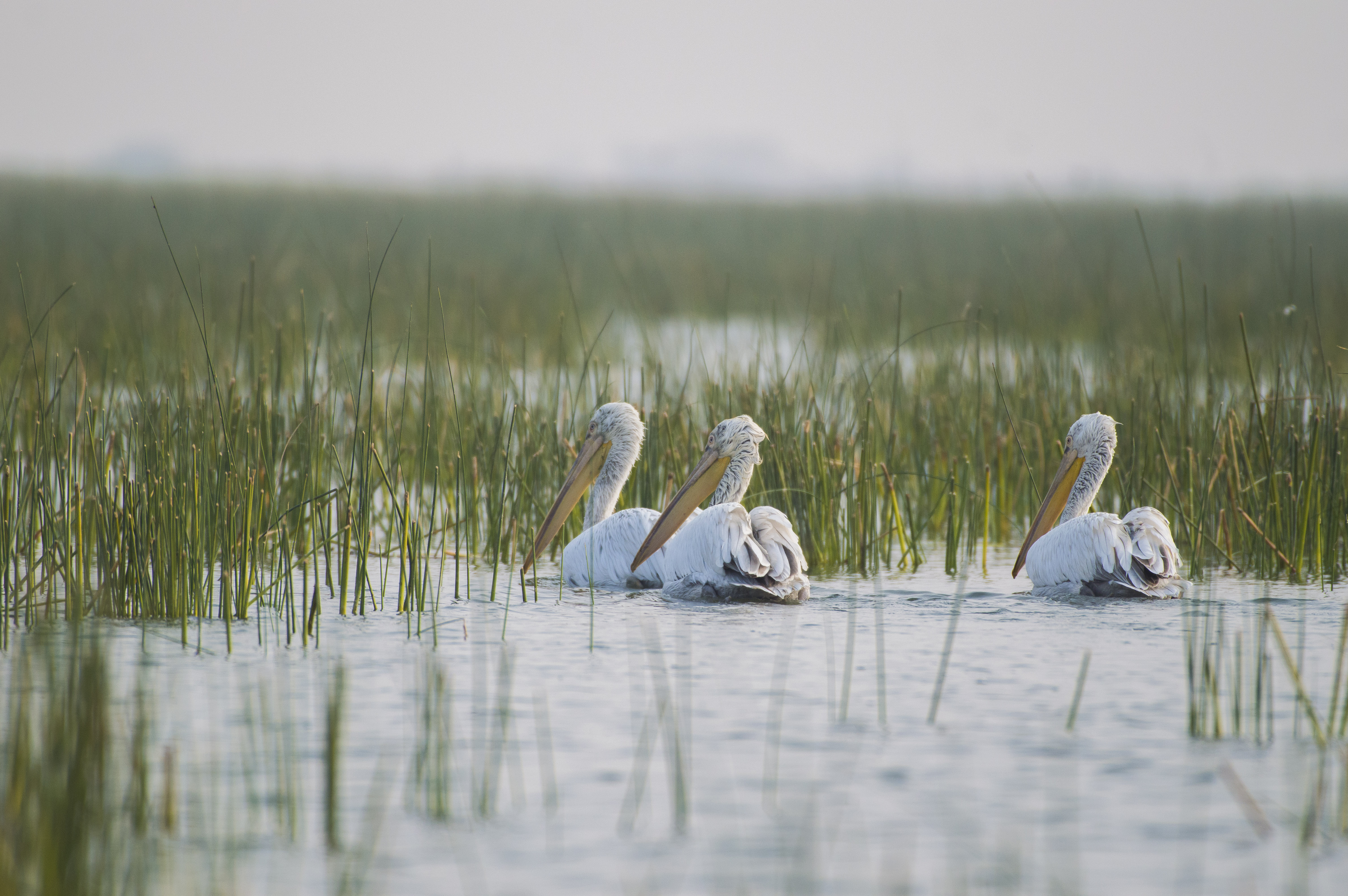
Des pélicans frisé au sanctuaire d'oiseaux de Nalsarovar, un site Ramsar. Le Gujarat est une zone d'hivernage importante.
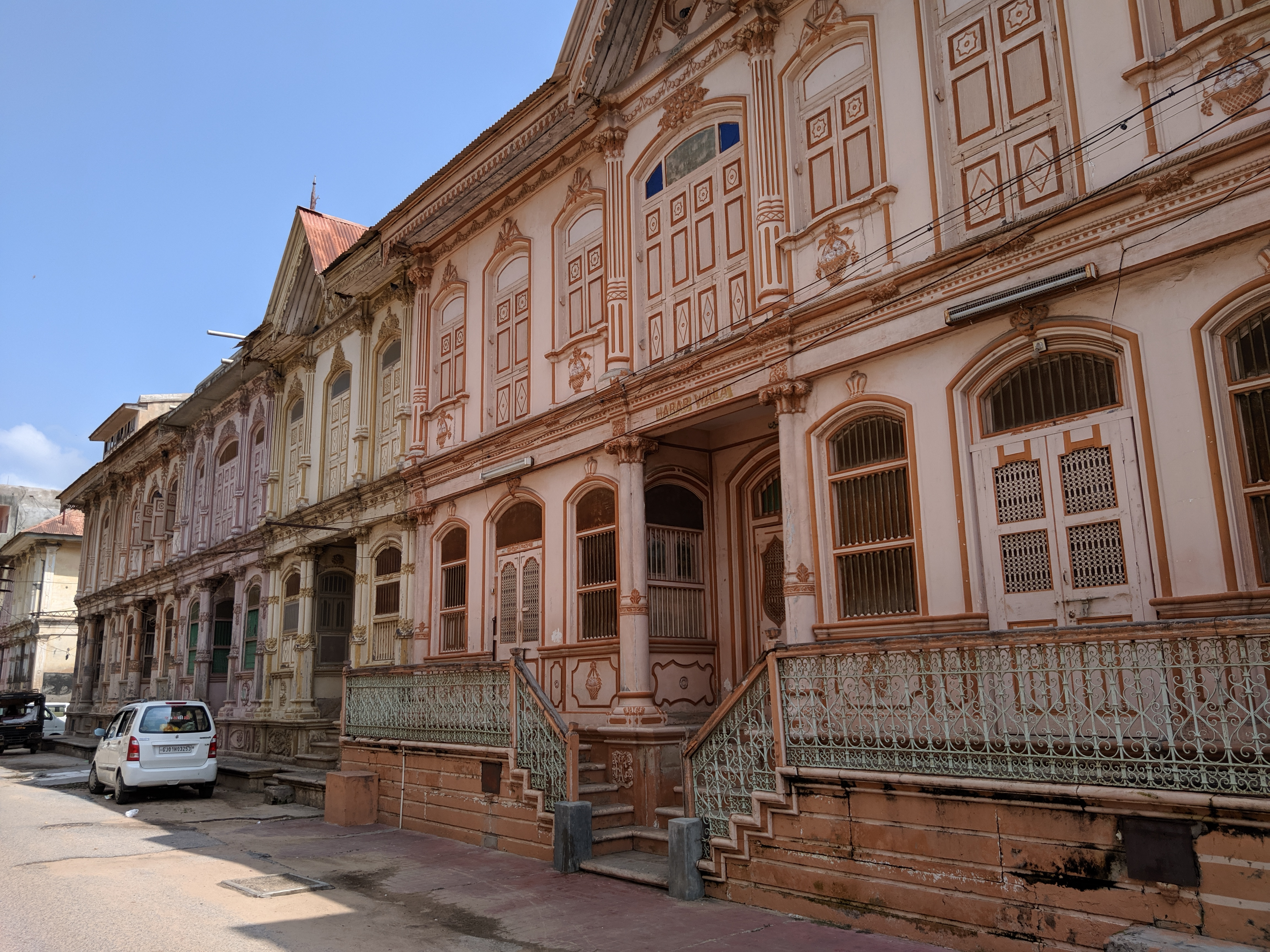
Une rangée de havelis à Sidhpur, un important centre communautaire des Bohras, une communauté gujaratie chiite.
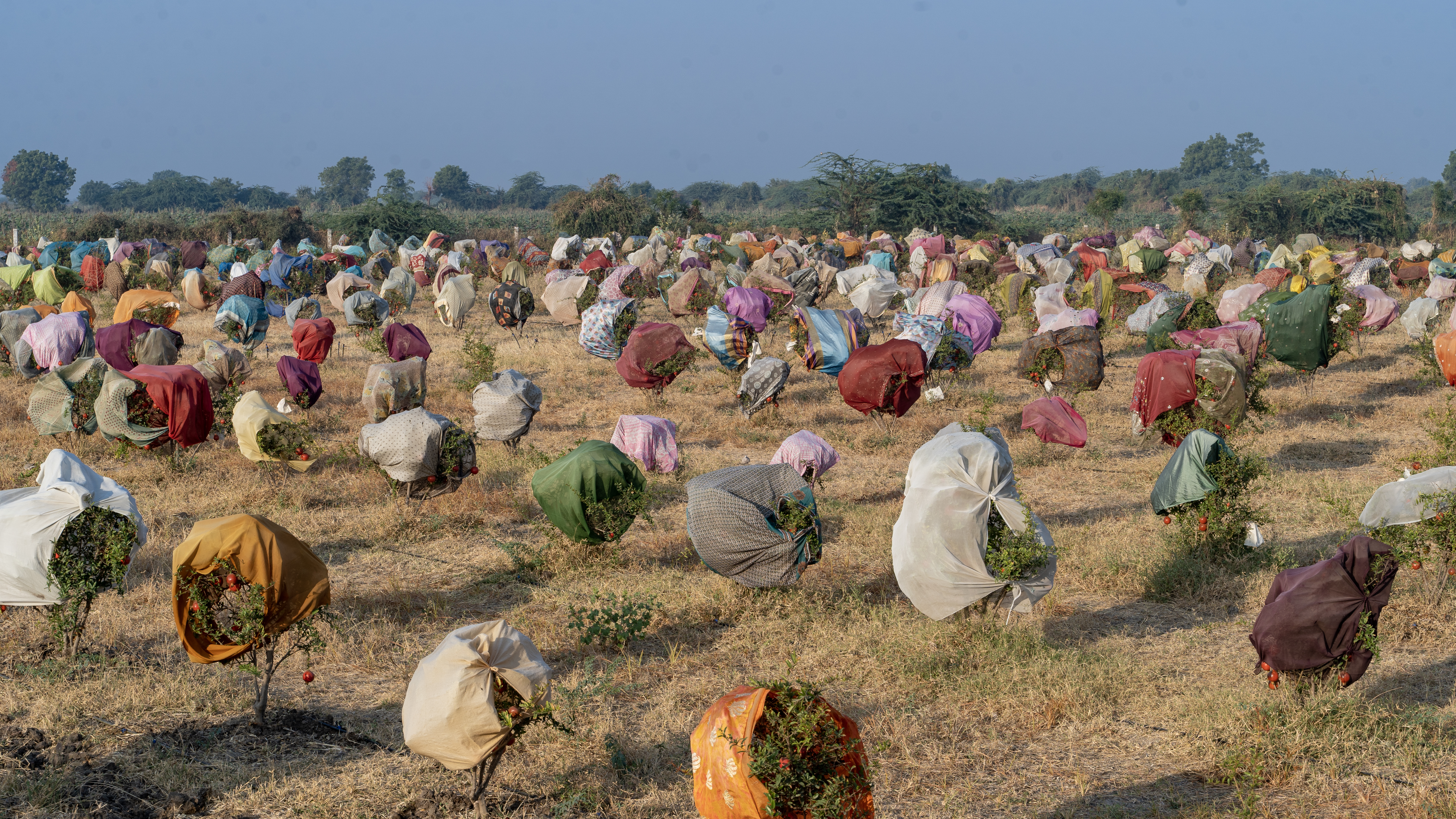
Un verger de grenadiers dans le centre du Gujarat. La grenade est une culture commerciale dans le Kutch, le Banaskantha et à Morbi.